# Syllis fasciata
Syllis fasciata (лат.) — вид морских многощетинковых червей из рода Syllis семейства Syllidae.В ископаемом состоянии неизвестен.
Длина тела до 30—50 мм, ширина 2—3 мм. Имеет очень длинные головные щупальца, щупальцевидные усики и спинные усики. Головная лопасть округлая, на ней 3 головных щупальца и 2 щупика. В передней части верхней стороны тела на каждом сегменте есть по 2 коричневато-красные поперечные полосы, остальные сегменты бесцветные. Имеет до 70 сегментов. Ползая, этот червь проделывает характерные зигзагообразные движения.
Арктическо-бореальный вид, но проникает на юг до побережья полуострова Индокитай. Встречается преимущественно среди красных водорослей из рода Lithothamnion, гидроидов и губок на прибрежном мелководье.